# Gutland

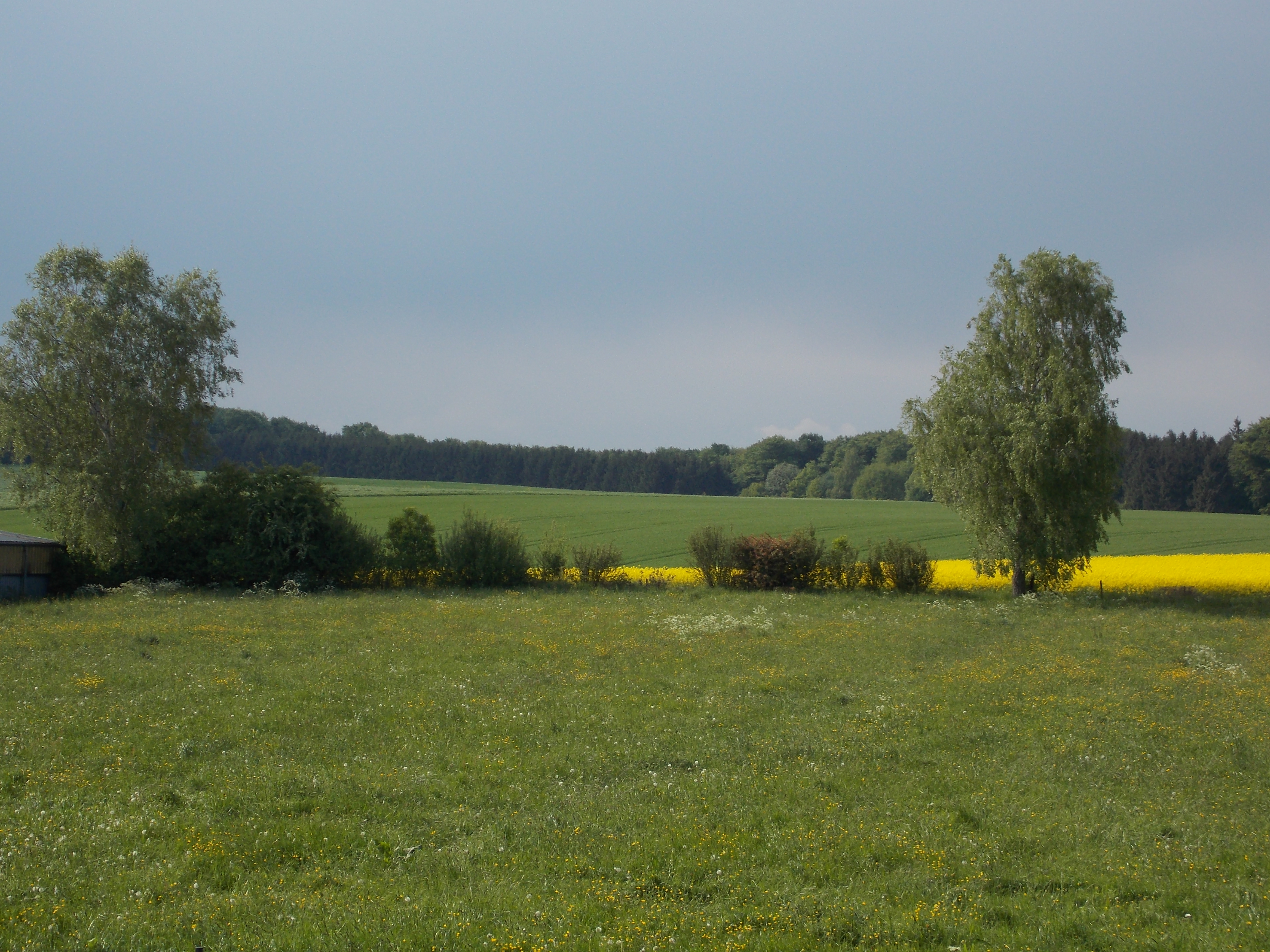
Felder und Wald im Gutland bei Fingig

Das Gutland (gelegentlich auch als Bon Pays oder Pays Bon bezeichnet) ist eine naturräumliche Haupteinheit in Deutschland und Teil des Nordfranzösisches Schichtstufenlandes. Es umfasst als Landschaft die äußerste westliche Ecke von Rheinland-Pfalz (westlich und nördlich von Trier) und den westlichsten Bereich des Saarlandes um die Orte Nennig, Besch und Perl sowie den Süden und die Mitte des Großherzogtums Luxemburg (etwa 68 % des Staatsgebiets). Das Gutland wird im (Süd-)Osten von der Mosel begrenzt und geht im (Süd-)Westen ins Lothringer Becken über. Im Norden schließt es an das (auch Islek/Éislek genannte) Ösling an.
Das Gutland weist ein mildes, gemäßigtes Klima sowie ertragreiche Böden  auf kalkhaltigen, lehmigen Sedimentformationen des Muschelkalks, des Keuper und des Lias auf. Die Durchschnittshöhe liegt zwischen 200 m und 300 m, wobei der höchste Punkt des Gutlandes mit 435,8 m in der Gegend von Blaschette liegt. Dies ermöglicht eine intensive landwirtschaftliche Nutzung auf etwa zwei Dritteln der Fläche für den Anbau von Weizen, Kartoffeln, Futterpflanzen und Obst sowie für Weinbau an der Mosel. Das verbleibende knappe Drittel der Fläche ist mit Mischwäldern (vorwiegend Eiche und Hainbuche) bestanden.
Der Süden der Region ist stärker industriell geprägt.

## Räumliche Gliederung
Das Gutland umfasst
- im Osten den südlichen Teil des Eifelkreises Bitburg-Prüm (Bitburger Gutland),
- das Moseltal mit seinem Weinanbau (Bereich Moseltor),
- zur Mosel hin das Müllerthal (die „Kleine Schweiz“) nahe der deutsch-luxemburgischen Grenze mit dem Hauptort Echternach,
- in der Mitte von Luxemburg das Sandsteinplateau mit der Hauptstadt Luxemburg,
- im Süden anschließend die fruchtbaren Mergelsenken mit breiten Tälern, die den größten Teil des Gutlandes ausmachen,
- noch weiter im Süden die Minette („Land der roten Erde“). Dort ist die Landschaft durch die Industrie (vor allem Erzverarbeitung) geprägt. Die Hauptorte sind Esch an der Alzette (die zweitgrößte Stadt in Luxemburg), Düdelingen und Differdingen.

## Naturräumliche Gliederung
Innerhalb der Gliederung des Handbuchs der naturräumlichen Gliederung Deutschlands und seiner begleitenden Publikationen umfasst der auf deutschem Boden liegende Anteil des Gutlandes (Haupteinheit 26) folgende untergeordnete Haupteinheiten (dreistellig) und Untereinheiten (Nachkommastellen) zusammen:
- (zum Nordfranzösischen Schichtstufenland)
  - 26 (= D49) Gutland
    - 260 Mosel-Saar-Gau
      - 260.0 Mosel-Saarhochflächen
        - 260.00 Siercker Hochfläche
        - 260.02 Borger Hochfläche
        - 260.03 Moselhochflächen

      - 260.1 Perl-Wincheringer-Riedel
      - 260.2 Obermosel
        - 260.21 Siercker Moselenge und Täler von Mandern und Montenach
        - 260.22 Remicher Talweitung

      - 260.3 Saargau-Randhöhen
      - 260.4 Freudenburger Muschelkalkplatte

    - 261 Bitburger Gutland
      - 261.0 Südliches Gutland
        - 261.00 Butzweiler Gutland
        - 261.01 Trierweiler Gutland

      - 261.1 Unteres Sauertal
      - 261.2 Zentrales Gutland
        - 261.20 Gilzemer Hochfläche
        - 261.21 Welschbilliger Hochflächenrand
        - 261.22 Bitburger Keuperhochfläche
        - 261.23 Unteres Nimstal

      - 261.3 Unteres Kylltal
      - 261.4 Speicherer Plateau
        - 261.40 Speicherer Hochflächenrand
        - 261.41 Herforster Sandsteinhochfläche

      - 261.5 Gindorfer Hochfläche
      - 261.6 Mettendorfer Stufenland
      - 261.7 Wallendorfer Ourtal
      - 261.8 Bickendorfer Hochfläche

    - 262 Ferschweiler-Plateau
      - 262.0 Bedhard-Ferschweiler Plateau
        - 262.00 Bedhard-Rücken
        - 262.01 Wolsfelder Heiderücken
        - 262.02 Holsthumer Prümtal
        - 262.03 Ferschweiler Plateau

      - 262.1 Bollendorfer Sauertal